# Chronologie des faits économiques et sociaux dans les années 1820
Chronologie de l'économie
Années 1810 - Années 1820 - Années 1830

## Événements
- 1820 : d'après Angus Maddison, en 1820, la Chine produit 33 % du PIB mondial et est la plus grande puissance économique[1].

- 1822-1825 : grande famine en Inde[2].

### Afrique
- 1817-1843 : 384 300 esclaves sont exportés d’Afrique centrale ; 147 000 viennent de la côte de Loango au Kongo, 30 600 d’Ambriz, 58 400 de Benguela, 4 400 pour Luanda et 144 100 d’Angola.
- 1820-1850 : forte croissance des échanges commerciaux avec l’Europe et l’Amérique entre 1820 et 1850 (la valeur des exportations de la France et du Royaume-Uni vers l’Afrique est multipliée par six ou sept au cours du siècle). Les Britanniques exportent des produits industriels (cotonnades, lainages, armes à feu à côté des marchandises traditionnelles du commerce triangulaire (rhum, tabac, verroteries et autres « biens de prestige »). Les exportations de l’Afrique vers les pays industrialisés augmentent fortement. En direction de la Grande-Bretagne, elles doublent quatre fois en valeur pendant la première moitié du siècle, bénéficiant d’une forte hausse des prix jusqu’en 1830 tandis qu’augmentent les quantités exportées. Les produits d’exportation traditionnels (gomme, or, peaux, ivoire, bois de teinture, cire…) sont dépassés au cours du siècle par l’huile de palme et d’arachide.
- 1822 : sous l'impulsion du jardinier Richard et du gouverneur Roger, la France expérimente la culture irriguée du coton et de l’indigo à Richard-Toll, dans le nord du Sénégal[3].
- 1824-1828 : lois instaurant les grandes libertés individuelles et collectives dans la Colonie du Cap.
- 1825 : réforme financière dans la Colonie du Cap.
- 1828-1834 : doublement du commerce de Zanzibar. Zanzibar devient le centre commercial de la côte orientale de l’Afrique. La culture du giroflier et des noix de coco fait sa fortune. L’ivoire, traditionnellement exporté vers les Indes, est expédié à partir de 1820 vers les États-Unis et l’Europe. À la suite de l’épuisement des zones de chasse (armes à feu), son prix a doublé entre 1800 et 1810 sur le marché de Surate, en Inde. À Zanzibar, l’ivoire de première qualité, vendu 22 dollars le frasila en 1823, vaut successivement 30 dollars en 1841, 38 dollars en 1848, 70 dollars en 1856 et 80 dollars en 1880[4].

- Les caravanes arabes venues de la côte traversent le lac Tanganyika[5].
- Implantation de la canne à sucre à l'île de La Réunion. Les exportations de sucre passent de 4 500 tonnes en 1820 à 30 000 en 1843[6].

### Europe
- 1820 :
  - l'effondrement des prix et de l’activité économique au Portugal explique la révolution libérale portugaise[7].
  - la production annuelle de fer au Royaume-Uni est de 400 000 tonnes[8].
  - Londres compte une centaine de banques privées, la province plus de 900[9].
- 1821 :
  - 18 avril 1821 : James Mill, David Ricardo, Thomas Malthus et Robert Torrens fondent le club d’économie politique (en) à Londres[10].
  - 29 décembre 1821 : création de la première banque portugaise, la Banque de Lisbonne (pt)[11].
  - l’autorisation d’enseigner le tchèque dans les lycées de Bohême est abolie à la suite de la conférence de Carlsbad[12].

- 1823 :

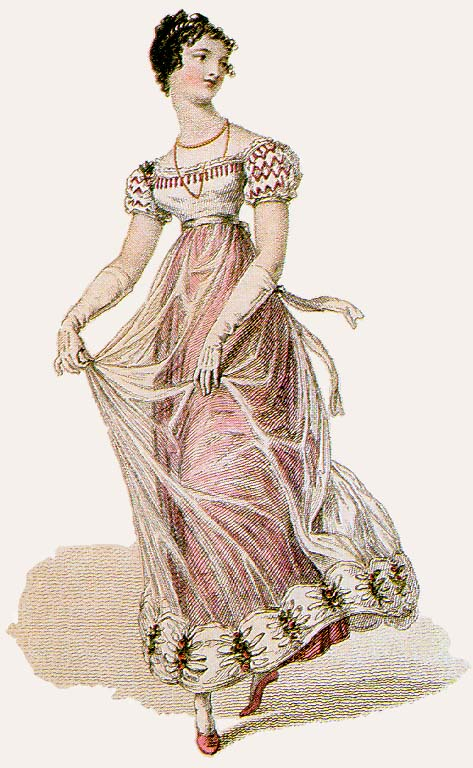
Mode Régency des années 1820 au Royaume-Uni. Gravure de 1823

  - succès de la chanson « home sweet home » du compositeur britannique Henry Bishop[13]. En Angleterre apparaît dans la bourgeoisie commerçante un sentiment mettant le foyer au centre de l’activité humaine.
  - Lisbonne et Porto sont reliées par la navigation à vapeur[14].
  - première machine à vapeur utilisée en Bohême[15].
  - dans le grand-duché de Posen, les paysans reçoivent la pleine propriété des terres qu’ils cultivent, mais il leur faut dédommager l’ancien seigneur soit en argent soit en lui cédant une partie des surfaces (loi du 8 avril 1823)[16]. Un septième des terres revient aux grands propriétaires. Dans les régions polonaises sous domination prussienne, la terre est partagée entre les grands domaines et des fermes importantes. Le surplus démographique créé un important prolétariat agricole qui émigre vers Berlin et les ports allemands, puis vers les États-Unis[17]. Les industries sont ruinées par la concurrence des autres régions de la Prusse.
- 1824-1825 : abolition des Combination Acts. Reconnaissance du droit de grève et liberté syndicale au Royaume-Uni[18].
- 27 septembre 1825 :  mise en service de la première ligne de chemin de fer à traction par locomotive entre Stockton et Darlington au Royaume-Uni[19].
- 17 décembre 1825 : krach à la Bourse de Londres déclenchant une des premières crises boursières de l'histoire[20]. Le pays compte alors plus de 715 établissements bancaires[21] (une douzaine en 1750).
- 1825-1826 : l’Écosse compte quatre universités (Édimbourg, Glasgow, Saint-Andrews et Aberdeen), compte environ 4 500 étudiants. L’Angleterre à deux universités (Oxford et Cambridge)[22].

#### Empire russe
- 1821 : le royaume de Pologne compte 35 écoles secondaires ou techniques et 1 200 écoles élémentaires, dont les deux tiers se trouvent dans les villages, et réunissent 50 000 écoliers[23].
- 12 mars 1822 : nouveau tarif douanier en Russie. Retour à un système prohibitif jusqu’en 1857 (assouplissements en 1841 et 1850)[24]. Protection des industries textiles, qui connaissent un grand essor (manufactures d’Ivanovo, manufactures Morozov à Orekhovo-Zouïevo, manufacture d’indienne Zindel, fondée en 1823 à Moscou)[25].
- 1824 : règlement sur les guildes limitant les activités industrielles et commerciales des paysans et des simples « bourgeois » en Russie . Revue des manufactures et du commerce[25].
- 1825 :
  - lois autorisant les fabricants à affranchir leurs serfs avec la permission du Comité des ministres en Russie[25].
  - la Russie possède cinq universités, 48 établissements secondaires d’État et 337 écoles primaires d’État[26].
- 1826 :
  - introduction de la première machine à vapeur en Pologne dans les mines de la famille Potocki (République de Cracovie). La noblesse polonaise commence à installer sur ses terres des raffineries de sucre de betterave. Słaszic, chef du département de l’Industrie et du Commerce favorise le développement de l’industrie minière du bassin de Kielce. Il crée un corps des mines comme en France et garantit par traité l’autonomie commerciale du royaume de Pologne. Les exportations de textile et de zinc vers le marché russe augmentent[27].
  - abolition du monopole d’État sur la vente des alcools en Russie. Première société d’assurance par action. Concours organisé par l’Académie des sciences sur la baisse des prix des blés : Fomine établit un lien entre la crise et le système social[25].
- 1828 :
  - le prince Drucki-Lubecki, ministre polonais des Finances, fonde une Banque de Pologne et favorise les investissements dans le vieux bassin minier de Kielce, où il crée des routes et des cités ouvrières.
  - fondation de l'Institut technologique de Saint-Pétersbourg et du Conseil des manufactures en Russie[25].

- État déplorable de l’agriculture polonaise. Les rendements du sol sont faibles et les techniques restent primitives : 34 % du sol seulement est cultivé et 29 % des paysans ne disposent d’aucunes terres. Pratiquant l’autoconsommation, les paysans demeurent absents du marché. Quelques progrès se manifestent néanmoins : création de caisses de crédit agricole, développement de la culture de la pomme de terre, que l’on commence à utiliser pour fabriquer de la vodka. Les nobles s’arrogent le monopole de la distillation.

#### France
- Vers 1820-1830 : la propriété foncière de l’aristocratie d’Ancien Régime est entièrement reconstituée [28].

- 1821 : Antoine Scrive-Labbe ramène clandestinement d'Angleterre à Lille le secret de la filature mécanique des rubans de cardes pour filer le coton[29].
- 1822 :
  - les maîtres de poste obtiennent le monopole de la fourniture des chevaux aux Messageries royales, concessionnaires du transport du courrier de l’administration des postes[30].
  - Mathieu de Dombasle fonde une « ferme exemplaire » à Roville, dans la Meurthe[31].
- 1823 : la guerre d’Espagne coûte plus que prévu, les services de l’intendance assurée par Ouvrard, les subventions, primes et crédits consentis aux Espagnols, obligent à des expédients, jusqu’à la réduction des créances françaises de 80 millions de francs ; intérêts et amortissements ne seront payés que de 1828 à 1835, où reste encore dû 70 millions[30].

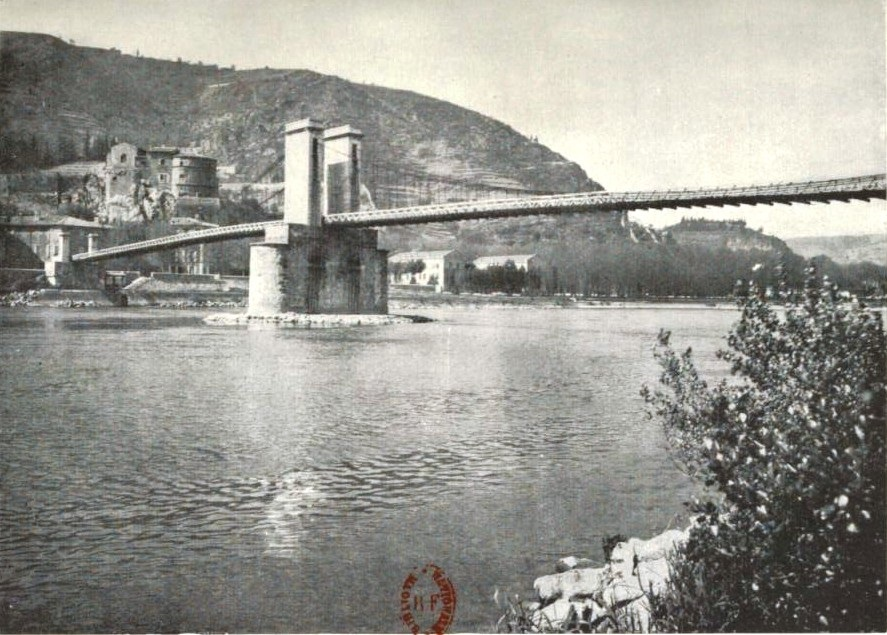
La Passerelle Marc-Seguin entre Tournon et Tain.

- 1824-1825 : construction du premier pont suspendu en fil de fer sur le Rhône par Marc Seguin[32].
- 1825-1831 : creusement du canal latéral à l'Oise[33].
- 1825-1830 : crise agricole, industrielle et financière. La crise à la bourse de Londres se répercute à la Bourse de Paris en novembre 1825 ; la Banque de France relève le taux d’escompte, ce qui restreint le crédit et conjointement à la panique boursière met de nombreuses banques en liquidation. Les faillites se multiplient dans l'industrie et le commerce et le chômage touche durement la Flandre, la Normandie et l'Alsace. Cette crise liée à la spéculation se combine à une crise agricole : effondrement de la production de pommes de terre (1826-1829), mauvaises récoltes de céréales (1827-1830). Les troubles liées à la disette atteignent leu paroxysme dans le Nivernais , le bassin de la Seine et le Val de Loire de février à juillet 1829[34].
- 1826 : manifestations des travailleurs des mines et de la surface à Rive-de-Gier dans la Loire et à Commentry dans l’Allier. Intervention de la troupe[30].
- 1826-1828 : ouverture du canal du Rhône à Sète. Le « canal des Étangs » de Sète à Aigues-Mortes (1826) et le « canal de Beaucaire » d'Aigues-Mortes à Beaucaire (1828)[35].
- 1827 :
  - inauguration de la ligne de Saint-Étienne à Andrézieux, première ligne de chemin de fer mise en service en Europe continentale[36].
  - premiers bateaux à vapeur sur les fleuves : 24 sur la basse Seine, 6 sur la Saône, 3 sur la haute Seine, 7 sur la Loire, 10 sur la Garonne[30].
  - mise en place du code forestier qui légifère sur le reboisement et l'utilisation de la forêt à des fins industrielles[37].
  - un haut-fourneau est mis à feu sur la commune de Firmi, au lieu-dit « La Forézie »[38].
- 1827, 1828, 1830, 1831 : récoltes médiocres[39]. La poussée démographique augmente le nombre de travailleurs au moment où les récoltes sont médiocres et où le remplacement progressif de la faucille par la faux diminue celui des bras nécessaires[30]. En 1829, les prix agricoles sont en hausse lors de la soudure à la suite de la mauvaise récolte de 1828. La mendicité augmente. Les salaires baissent en raison des progrès de l’équipement industriel et de l’augmentation de la population.
- 1829 :
  - nombreuses faillites et irritation du monde des affaires, qui dénonce les insuffisances de la politique économique. Les créanciers vendent leurs obligations à des bourgeois (souvent républicains) qui poursuivent les débiteurs, leur font vendre leurs terres à bas prix. Les gens de justice pratiquent des honoraires abusifs en sorte que les faillis se trouvent parfois plus endettés après la vente de tous leurs biens qu'avant.
  - la crise économique de 1829 réduit le rendement de l’impôt. Les frais de la politique extérieure (expédition de Grèce, expédition d’Alger), alourdissent les dépenses du budget militaire, déjà grossi par l’accroissement d’effectifs portant l’armée de 119 000 à 255 000 hommes entre 1818 et 1829[30].

Construction de routes dans les Alpes. Programme destiné à rendre utilisable les voies naturelles, tel le Doubs pour la jonction entre le Rhône et le Rhin. Mais les travaux commencent dans tous les secteurs, en dispersant les moyens de financement et chantiers. La Restauration parvient cependant à ouvrir à la navigation 930 km de canaux.
Le prix constaté du blé évolue en hausse au cours de la décennie en France, assez forte si l'on prend en compte l'évolution parallèle du salaire horaire, selon l'économiste Jean Fourastié, qui a démontré l'importance de l'Histoire de la culture des céréales sur celle de l'économie, également pour cette décennie d'offre trop faible en céréales:
| Années                                     | 1820 | 1821 | 1822 | 1823 | 1824 | 1825 | 1826 | 1827 | 1828 | 1829 |
| Prix observé du quintal de blé (en francs) | 25,5 | 23,7 | 20,7 | 23,4 | 21,6 | 21   | 21,1 | 23,3 | 29,4 | 30   |
| Prix réel (ajusté du salaire horaire)      | 150  | 140  | 122  | 137  | 131  | 127  | 132  | 155  | 190  | 187  |

## Publications
- 1821-1822 : Saint-Simon publie en trois parties Du système industriel.
- 1823-1824 : Le Catéchisme des industriels, de Saint-Simon.
  - avril 1825 : parution de Nouveau christianisme - Dialogues entre un conservateur et un novateur, de Claude Henri de Rouvroy de Saint-Simon.
  - 1er octobre 1825 : parution du premier numéro du journal saint-simonien Le Producteur.

## Démographie
- 1820 :
  - les États-Unis comptent près de 10 millions d’habitants, dont 1,5 million de noirs[41]. 120 000 Indiens vivent à l’Est du Mississippi. En 1844, ils ne seront plus que 30 000, la plupart ayant été contraint de se déplacer vers l’Ouest.
  - l’Europe dépasse 200 millions d’habitants ; 21 villes ont plus de 100 000 habitants, 41 ont de  50 000 à 100 000 habitants[41].
  - De 10 à 11 millions d’habitants en Espagne. Madrid compte 160 000 habitants, Bilbao et Barcelone 110 000.
  - La confédération du Rhin compte 22,3 millions d’habitants. L’Autriche, 14. La Hongrie 13. La Prusse 10,5. Vienne compte 230 000 habitants, Berlin 170 000, Hambourg 130 000.
  - La Hongrie compte 57 villes importantes. Pest-Buda compte plus de 86 000 habitants, Szeged, Bratislava, Debrecen et Kecskemét plus de 30 000, trois autres villes plus de 20 000.
  - 20,9 millions d’habitants au Royaume-Uni, dont 12 en Angleterre, 2,1 en Écosse et 6,8 en Irlande. Londres atteint 1,5 million d’habitants, Dublin 160 000. Huit villes dépassent 50 000 habitants (Manchester, Leeds, Glasgow, Bristol, Birmingham, Cork, Édimbourg, Liverpool). 65 % de la population du Royaume-Uni a moins de trente ans. Le taux de natalité (37 ‰ en 1800) culmine à 42 ‰ avant de se stabiliser autour de 35 ‰ entre 1830 et 1880.
  - 18,4 millions d’habitants en Italie, dont 7,3 pour le royaume de Naples et de Sicile. Naples compte 410 000 habitants, Rome 162 000, Palerme 140 000, Venise 137 000, Milan 130 000, Turin 100 000.
  - Le royaume de Hollande compte 2,6 millions d’habitants. Les Pays-Bas autrichiens 4,1. Amsterdam en compte 210 000.
  - Trois millions d’habitants au Portugal. Lisbonne compte 180 000 habitants.
  - 2,1 millions d’habitants au Danemark. 2,6 millions d’habitants en Suède. Copenhague compte 100 000 habitants, Stockholm 76 000.
  - Le royaume de Pologne compte 4 millions d’habitants. Varsovie en compte 130 000, Lublin 13 000 seulement. La population, à 80 % agricole, comprend 75 % de Polonais, 9 % de Juifs, 8 % d’Allemands et 8 % de Lituaniens et de Ruthènes.
  - 45 millions d’habitants en Russie. Saint-Pétersbourg en compte 350 000, Moscou 300 000, Kazan 54 000 et Kiev 23 000.
  - 14 millions d’habitants dans l’Empire ottoman.
  - 6 000 Italiens vivent en Égypte[42].
- 1820-1829 : 128 502 immigrants aux États-Unis[43]
- 1821 :
  - au moment de l’indépendance, l’Amérique espagnole compte une vingtaine de millions d’habitants répartis entre Blanc, Indiens, Noirs et métis[41].
  - recensement en France : 30 461 875 habitants[44].
- 1826 : 67 % de la population française a moins de 40 ans[30].